# Петдесет и първи конгрес на Македонската патриотична организация
Петдесет и първият конгрес на Македонските патриотични организации (МПО) се провежда от 1 до 4 септември 1972 година в Синсинати, Охайо, САЩ. Назрелият конфликт между Иван Михайлов и председателя на МПО „Любен Димитров“ Борислав Иванов от Петдесетия конгрес се разраства. МПО „Любен Димитров“ е изключена от организационния живот под предтекст, че се застъпва за идеи като „Санстефанска България“ и е против девиза „Македония – Швейцария на Балканите“. Впоследствие това довежда до ново разцепление сред емиграцията в Торонто.
Конгресът е посветен на 250-годишнина от рождението на Паисий Хилендарски и на 100-годишнината от рождението на Гоце Делчев. Присъстват общо 150 делегати от 22 секции на МПО. Избран е нов ЦК на МПО от 10 души, от които 7 членове и 3 кандидат-членове. Петър Ацев е преизбран на председателския пост, а Аспарух Пописаков – на секретарския.